# 探索龙属
探索龙（属名：Pitekunsaurus，又称发现龙）是阿根廷内乌肯省晚白垩世阿纳塞尔托组中的一属泰坦巨龙类蜥脚亚目恐龙。 L. Filippi和A. Garrido在2008年对其进行叙述。模式种为马氏探索龙（P. macayai）。属名取自马普切语单词pitekun（意为“发现”），种名纪念探险家路易斯·马卡亚（Luis Macaya），他于2004年4月发现了化石。

## 分类学
探索龙似乎是风神龙科的一属，与冈瓦纳巨龙和风神龙的关系最为密切。它的脑壳与风神龙科的穆耶恩龙以及地位未定的泰坦巨龙类凡赫恩龙和耆那龙非常相似。在这一方面，不能将其与紧密相关的风神龙和冈瓦纳巨龙进行比较，因为二者并未有颅骨材料发现。